# Tour de Suisse 1952
Die 16. Tour de Suisse fand vom 14. bis 21. Juni 1952 statt. Sie führte über acht Etappen und eine Gesamtdistanz von 1608 Kilometern.
Gesamtsieger wurde der Italiener Pasquale Fornara, der die Tour de Suisse in der Folge noch dreimal – 1954, 1957 und 1958 – gewinnen sollte und damit Rekordhalter ist (bis 2014). Die Rundfahrt startete in Zürich mit 75 Fahrern, von denen 45 Fahrer ins Ziel – ebenfalls in Zürich – kamen.
Wie schon in den Jahren zuvor lähmten sich die beiden Schweizer Rivalen (die zwei «K») Ferdy Kübler und Hugo Koblet, wovon deren Konkurrenten Désiré Keteleer und Jean Goldschmit auf den ersten vier Etappen profitieren konnten. Koblet war an einer Nierenbeckenentzündung erkrankt, und der Tour-Chef Carl Senn schickte einen Arzt zu ihm mit dem Auftrag: «Koblet fit machen, à tout prix.» Bei dieser Gelegenheit soll Koblet gegen seinen Willen und ohne sein Wissen eine Spritze mit dem Amphetamin Akzedron verabreicht worden sein, die sein Herz gesundheitlich nachhaltig schädigte.
Tatsächlich brach Koblet auf der fünften Etappe, einem Einzelzeitfahren, ein, aber auch Kübler verlor fünf Minuten auf Fornara, der das Goldene Trikot übernahm. Tags darauf gab Koblet auf. Sein guter Freund Fornara behielt die Führung bis zum Ziel in Zürich, nachdem er noch zwei Etappen gewonnen hatte.

## Etappen
| Etappe    | Tag      | Start – Ziel            | km       | Etappensieger      | Gesamtwertung    |
| --------- | -------- | ----------------------- | -------- | ------------------ | ---------------- |
| 1. Etappe | 14. Juni | Zürich – Basel          | 249      | Désiré Keteleer    | Désiré Keteleer  |
| 2. Etappe | 15. Juni | Basel – Le Locle        | 220      | Fritz Schär        | Désiré Keteleer  |
| 3. Etappe | 16. Juni | Le Locle – Adelboden    | 204      | Walter Diggelmann  | Désiré Keteleer  |
| 4. Etappe | 17. Juni | Adelboden – Monthey     | 235      | Jean Goldschmit    | Jean Goldschmit  |
| 5. Etappe | 18. Juni | Monthey – Crans-Montana | 81 (EZF) | Pasquale Fornara   | Pasquale Fornara |
| 6. Etappe | 19. Juni | Crans-Montana – Locarno | 201      | Ferdy Kübler       | Pasquale Fornara |
| 7. Etappe | 20. Juni | Locarno – Arosa         | 177      | Pasquale Fornara   | Pasquale Fornara |
| 8. Etappe | 21. Juni | Arosa – Zürich          | 241      | Emilio Croci-Torti | Pasquale Fornara |